# Alvaradoa jamaicensis
Alvaradoa jamaicensis là một loài thực vật thuộc họ Picramniaceae. Đây là loài đặc hữu của Jamaica.